# Marian Brandys
Marian Brandys (n. 25 ianuarie 1912, Wiesbaden, Imperiul German – d. 20 noiembrie 1998, Varșovia, Polonia) a fost un prozator, jurnalist, traducător și reporter polonez, fratele lui Kazimierz Brandys (1916-2000). Marian a fost prizonier de război în Germania și corespondent străin. A absolvit Facultatea de Drept a Universității din Varșovia.

## Creații pentru tineri
- Dom odzyskanego dzieciństwa (1953; poveste)
- Wyprawa do Arteku (1953)
- Honorowy łobuz (1957; 7 povestiri pentru tineri; ilustrații de Bohdan Butenko):
  - Chłopiec z pociągu / Băiatul din tren (opowiadanie zainspirowało film Ludzie z pociągu)
  - Navigare necesse est
  - Experyment naukowy (film Tarpany; Brandys zdaje się popularyzować poglądy Łysenki o "dziedziczeniu cech nabytych")
  - Śmierć Don Juana (opowiadanie weszło później do tomu zbiorowego Kredą na tablicy)
  - Wiewiórczak
  - Honorowy łobuz
  - W Nałęczowie (despre Bolesław Prus)
- Podróże Gulliwera (adaptarea romanului lui Jonathan Swift)
- Śladami Stasia i Nel (1961)
- Z panem Biegankiem w Abisynii (1962; ciąg dalszy Śladami Stasia i Nel)
- Najdziwniejsze z miast (1972; despre Varșovia)

## Creații pentru adulți
- Spotkania włoskie (1949)
- Początek opowieści (1952; despre construirea cartierului Nowa Huta)
- O królach i kapuście (1954)
- Wyprawa do oflagu (1955)
- Nieznany książę Poniatowski (1960)
- Oficer największych nadziei (1964; eseu istoric despre Józef Sułkowski)
- Kozietulski i inni (1967)
- Kłopoty z Panią Walewską (1969)
- Koniec świata szwoleżerów: (1972-1979)
  - t. 1 Czcigodni weterani
  - t. 2 Niespokojne lata
  - t. 3 Rewolucya w Warszawie
  - t. 4 Zmęczeni bohaterowie / Eroi obosiți
  - t. 5 Nieboska komedia. Ogień i popiół
- Z dwóch stron drzwi (1982; wydawnictwo II obiegu)
- Strażnik królewskiego grobu / Paza mormântului regal (1984)
- Generał Arbuz / General Arbuz (1988)
- Moje przygody z historią (1990)
- Moje przygody z wojskiem (1993)
- Jasienica i inni (1995)
- Dziennik 1972 (1996)
- Dziennik 1976-77 (1996)
- Dziennik 1978 (1997)